# Atletic Sport
Atletic Sport es un club deportivo de la ciudad de Guayaquil, Ecuador, que practica balonmano desde el año 2006. Fue constituido mediante acuerdo ministerial No. 1593, el 26 de agosto de 2013, y está afiliado a la Federación Ecuatoriana de ese deporte desde el 30 de septiembre de 2013. Atletic es el actual Campeón Nacional, ganando las 3 estaciones del Circuito 2017 de manera invicta. Compite en las categorías absolutas, masculino y femenino, tanto en sala como en arena. Varios de sus deportistas pertenecen a la Selección Ecuatoriana.
Desde abril de 2017, el Club se encuentra desarrollando un modelo de gestión que prioriza la cooperación de los organismos del sistema deportivo nacional, la empresa privada y los medios de comunicación, con el fin de posicionar el Balonmano en Guayaquil, como deporte olímpico, formativo y recreativo, trabajando desde las bases, impulsando el deporte femenino y paralímpico. 

## Palmarés Nacional
- Campeón Nacional 20
- Tercera Ubicación 2017. Circuito Nacional de Balonmano sala, categoría femenina.
- Campeón del II Festival de juegos de playa. Categoría Femenina.
- Campeón Festival Olímpico. Categoría Femenina, modalidad sala.
- Campeones Universitarios en Quevedo.
- Campeones en Quito.

## Palmarés Internacional
- Campeones en Guacho – Perú.
- Campeones en Arica – Chile, 2009.